# Polyacen

Polyacen hay acen là một nhóm các hợp chất hữu cơ hiđrocácbon thơm đa vòng có các vòng benzen liên kết thẳng hàng với nhau. Công thức chung của nhóm là C4n+2H2n+4. Nhóm hợp chất này được quan tâm nhiều trong ngành điện tử.
Các hợp chất thuộc nhóm polyacen:
- naphthalen
- anthracen
- tetracen
- pentacen
- hexacen
- heptacen

Tính ổn định hóa học của các hợp chất trong nhóm giảm khi "n" tăng. Trong khi benzen, naphtalen và anthracen khá ổn định kể cả dưới ánh sáng, thì pentacen và hexacen bị oxy hóa dễ dàng trong không khí, cả khi không có ánh sáng.